# القانون الثالث للديناميكا الحرارية

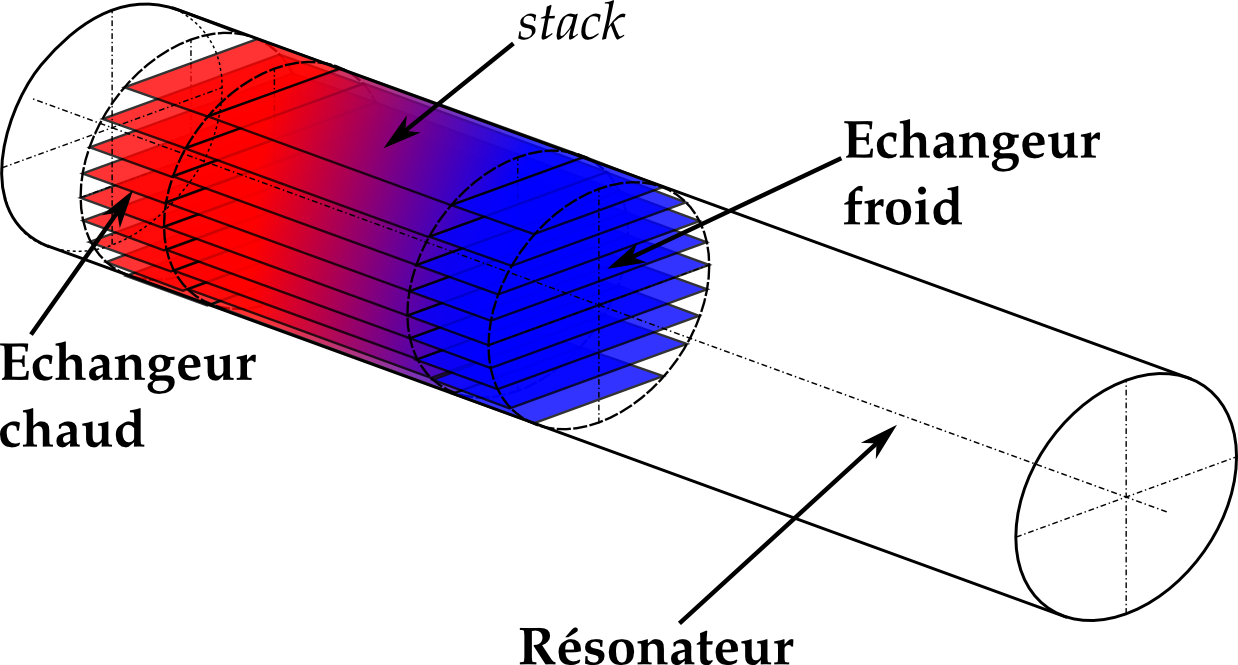

تمت صياغة هذا القانون القانون الثالث للترموديناميك من العالم الفزيائي فالتر هيرمان نيرنست عام 1906 وهو قانون معروف باسمه. وهو يعادل النص القائل باستحالة الوصول إلى درجة الصفر المطلق.
لا يمكن تبريد نظام إلى درجة الصفر المطلق.
عند الاقتراب من درجة الصفر المطلق ({\displaystyle T=0K}) تصبح الانتروبية S لا تعتمد على الإحداثيات الأخرى للديناميكا الحرارية. حيث تصل الانتروبية S إلى قيمة ثابتة {\displaystyle S_{0}}.
{\displaystyle \lim _{T\rightarrow 0}S(T,p,V,\dots )=S(T=0)=S_{0}\,.}
ويمكن كتابة الانتروبية الثابتة عند درجة الصفر المطلق على الصورة :
{\displaystyle S_{0}=k\cdot \ln(\Omega _{0})}
حيث:
{\displaystyle k} ثابت بولتزمان
{\displaystyle \Omega _{0}} عدد الحالات الممكنة للحالة الأرضية.
فعلى سبيل المثال، بالنسبة إلى بلورة ذات عدد n من الذرات، حيث يمكن للذرات فيها أن تتخذ وضعين اثنين للعزم المغزلي spin في الحالة الأرضية ويكون:
{\displaystyle T=0K}{\displaystyle S_{0}=k\cdot \ln(2^{n})}
وبالنسبة إلى جميع التفاعلات الكيميائية الطبيعية التي تصبح فيها المواد الداخلة في التفاعل بلورات مثالية عند درجة الصفر المطلق تتصف بالمعادلة :
{\displaystyle \lim _{T\rightarrow 0}S(T,p,\dots )=0}
ولا يوجد للمادة الصلبة عند الصفر المطلق سوى حالة واحدة :
{\displaystyle \Omega _{0}=1}
ويمكن اثبات تلك العلاقات بطرق الإحصاء الكمومي.

## شرحه
بعبارات بسيطة، ينص القانون الثالث على أن إنتروبيا بلورة مثالية من مادة نقية تقترب إلى الصفر مع اقتراب درجة الحرارة إلى الصفر. لا يترك اتساق البلورة المثالية أي مجال للشك فيما يخص موقع وتوجه كل جزء من البلورة. مع انخفاض طاقة البلورة تقل اهتزازات الذرات المفردة حتى تنعدم، وتصبح البلورة متماثلة في كل مكان.
يوفر القانون الثالث نقطةً مرجعيةً مطلقة لتحديد الإنتروبيا عند أي درجة حرارة أخرى. تكون عندها إنتروبيا نظام مغلق -المحددة بالنسبة إلى نقطة الصفر- الإنتروبيا المطلقة لذلك النظام. رياضيًّا، الإنتروبيا المطلقة لأي نظام عند درجة الحرارة صفر هو اللوغاريتم الطبيعي لعدد الحالات القاعية مضروبًا بثابت بولتزمان kB = 1.38×10−23 J K−1.
إنتروبيا شبكة بلورية مثالية وفق تعريف فرضية نيرنست تساوي الصفر إذا كانت حالتها القاعية فريدة، لأن ln(1) = 0. إذا كان النظام مكونًا من مليار ذرة، كلها متشابهة، ويقع ضمن مصفوفة بلورة مثالية، فإن عدد التوافيق الرياضية لمليار من الأشياء المتطابقة مأخوذةً كل مليار على حدة هو Ω = 1. وبالتالي:
{\displaystyle S-S_{0}=k_{\text{B}}\ln \Omega =k_{\text{B}}\ln {1}=0}
الفرق هو صفر، وبالتالي يمكن أن تكون الإنتروبيا الابتدائية S0 أي قيمة مختارة طالما كانت كل الحسابات الأخرى المشابهة تتضمنها كإنتروبيا ابتدائية. كنتيجة لذلك نختار القيمة الصفرية للإنتروبيا الابتدائية S0 = 0 للسهولة.
{\displaystyle S-S_{0}=S-0=0}
{\displaystyle S=0}

### مثال: تغير إنتروبيا شبكة بلورية مسخنة بفوتون وارد
افترض نظامًا يتكون من شبكة بلورية ذات حجم V ومكون من N ذرة متطابقة عند درجة حرارة T=0 K، ويرد عليه فوتون ذو طول موجة λ وطاقة ε.
في البداية يكون هناك حالة صغرية واحدة متاحة:
{\displaystyle S_{0}=k_{\text{B}}\ln \Omega =k_{\text{B}}\ln {1}=0}.
لنفترض أن الشبكة البلورية تمتص الفوتون الوارد. هناك ذرة فريدة في الشبكة تتفاعل وتمتص هذا الفوتون. لذا، فبعد الامتصاص يكون هناك N حالة صغرية محتملة متاح للنظام الوصول إليها، كل من هذه الحالات الصغرية توافق ذرة مثارة واحدة، وبقية الذرات تبقى في الحالة القاعية.
ترتفع إنتروبيا وطاقة ودرجة حرارة النظام المغلق ويمكن حسابها. تغير الإنتروبيا هو:
{\displaystyle \Delta S=S-S_{0}=k_{\text{B}}\ln {\Omega }}
من القانون الثاني للديناميكا الحرارية:
{\displaystyle \Delta S=S-S_{0}={\frac {\delta Q}{T}}}
ومنه:
{\displaystyle \Delta S=S-S_{0}=k_{\text{B}}\ln(\Omega )={\frac {\delta Q}{T}}}
بحساب تغير الإنتروبيا:
{\displaystyle S-0=k_{\text{B}}\ln {N}=1.38\times 10^{-23}\times \ln {(3\times 10^{22})}=70\times 10^{-23}\,\mathrm {J} \,\mathrm {K} ^{-1}}
نفترض N=3.1022 و λ = 1 سم . يكون تغير الطاقة للنظام كنتيجة لامتصاص الفوتون الوحيد الذي طاقته ε:
{\displaystyle \delta Q=\epsilon ={\frac {hc}{\lambda }}={\frac {6.62\times 10^{-34}\,\mathrm {J} \cdot \mathrm {s} \times 3\times 10^{8}\,\mathrm {m} \,\mathrm {s} ^{-1}}{0.01\,\mathrm {m} }}=2\times 10^{-23}\,\mathrm {J} }
ترتفع درجة حرارة النظام المغلق بمقدار:
{\displaystyle T={\frac {\epsilon }{\Delta S}}={\frac {2\times 10^{-23}\,\mathrm {J} }{70\times 10^{-23}\,\mathrm {J} \,\mathrm {K} ^{-1}}}=0.02857\,\mathrm {K} }
يمكن تفسير هذا بأنه درجة الحرارة المتوسطة للنظام على المجال من {\displaystyle 0<S<70\times 10^{-23}\,\mathrm {J} \,\mathrm {K} ^{-1}} (جول/كلفن). افترض أن ذرة وحيدة تمتص الفوتون ولكن درجة الحرارة وتغير الإنتروبيا يميزان النظام بأكمله.

### الأنظمة ذات الإنتروبيا غير الصفرية عند درجة الصفر المطلق
من الأمثلة على النظام الذي لا يمتلك حالة قاعية فريدة النظام الذي لفه المغزلي الصافي نصف عدد صحيح، والذي يعطي فيه تناظر الزمن العكسي حالتين قاعيتين منحلتين. تكون الإنتروبيا لهكذا نظام عند درجة الحرارة الصفرية على الأقل kB*ln(2) (وهو مقدار مهمل بمقاييس العالم المرئي بالعين المجردة). تخضع بعض الأنظمة البلورية إلى تثبيط هندسي، حيث تمنع بنية الشبكة البلورية ظهور حالة قاعية فريدة. يبقى هيليوم الحالة القاعية (ما لم يخضع لضغط) سائلًا.
بالإضافة إلى ذلك، تحتفظ المواد الزجاجية والمحاليل الصلبة إنتروبيا بإنتروبيا كبيرة عند درجة الحرارة 0 كلفن؛ لأنها مجموعات كبيرة من حالات شبه منحلة تصبح فيها غير قادرة على الوصول إلى التوازن الحراري. من الأمثلة الأخرى على ذلك الطور الأول للجليد (جليد Ih) ذو «الاضطراب البروتوني».
لتكون الإنتروبيا عند درجة الصفر المطلق معدومة يجب أن تكون العزوم المغناطيسية لبلورة مرتبة بشكل مثالي أن تكون نفسها مرتبة بشكل مثالي؛ من وجهة نظر إنتروبية، يمكن اعتبار هذا جزءًا من تعريف «البلورة المثالية». يمكن فقط للمواد المغناطيسية الحديدية والمغناطيسية الحديدية المضادة والمغناطيسية المعاكسة تحقيق هذا الشرط. ولكن المواد المغناطيسية الحديدية لا تمتلك -في الحقيقة- إنتروبيا صفرية عند درجة حرارة الصفر المطلق، لأن اللفوف المغزلية للإلكترونات غير المتزاوجة كلها متسقة وهذا يسبب انحلال اللف المغزلي للحالة القاعية. يمكن للمواد التي تبقى مسايرة مغناطيسيًّا عند 0 كلفن، على العكس، أن تمتلك عدة حالات قاعية شبه منحلة (مثلًا في زجاج اللف المغزلي)، أو يمكن أن تحتفظ باضطراب ديناميكي (سائل لف كمومي).[بحاجة لمصدر]